# 納税奉公の歌
「納税奉公の歌」（のうぜいほうこうのうた）は、第二次世界大戦中の日本で大蔵省広島税務監督局が歌詞を懸賞募集して作成された複数の楽曲である。日本コロムビアから発売されたSP盤（規格品番：100340）では以下の2曲がA面/B面にそれぞれ収録されている。
1. 歌い出し「仰ぐ御稜威（みいつ）の」。作詞・梅田健、作曲・古関裕而、編曲・奥山貞吉、歌・藤山一郎。
2. 歌い出し「空は青空」。作詞・西川好次郎、作曲および編曲・佐々木すぐる、歌・霧島昇と二葉あき子。

## 解説
1936年（昭和11年）に大阪税務監督局（大阪国税局の前身）が歌詞を懸賞募集し、その入選作をタイヘイレコードが内本実の歌唱で発売した「納税奉公歌」（作詞・河西新太郎、作曲・福喜多鎮雄）をはじめ当時の大蔵省の地方出先機関が納税や戦時国債購入を啓発するための様々なキャンペーンソングを作成したが、真珠湾攻撃直前の1941年（昭和16年）10月に広島税務監督局が選定した「納税奉公の歌」2曲はその中でも特に著名な楽曲である。
懸賞募集は広島税務監督局が管轄する中国地方に限らず全国を対象に行われ、大蔵財務協会発行の月刊誌『財政』1941年5月号で東京市の梅田健（時代小説作家・渋田黎明花の別名義）が応募した「仰ぐ御稜威の」を入選、和歌山県の西川好次郎が応募した「空は青空」を佳作一席とすることが発表された。作曲は日本コロムビアを通じて入選作の「仰ぐ御稜威の」を古関裕而、佳作一席の「空は青空」を佐々木すぐるがそれぞれ手掛けており、1941年10月号に楽譜が掲載されている。

## 音源
前述の通り、コロムビアがSP盤を製造しているが作詞者の個人名はクレジットが無く「大蔵省選定」とされている。2曲のうち「仰ぐ御稜威の」は以下のアルバムに収められている。
- 『決定盤 国民的歌手 藤山一郎全集(下) 〜貴重な遺産〜』（COCP-36729～36731）[5] - ディスク1・トラック19収録。
- 『古関裕而 戦時下日本の歌 ～愛国の花～』（COCP-4092～4093）[6] - ディスク2・トラック8収録。